# Velika nagrada Milana 1946
Velika nagrada Milana 1946 je bila dvanajsta dirka za Veliko nagrado v sezoni Velikih nagrad 1946. Odvijala se je 29. septembra 1946 v milanskem parku Sempione. 

## Rezultati

### Prva preddirka
| Poz | Št | Dirkač              | Moštvo                | Dirkalnik      | Krogi | Čas/Odstop |
| --- | -- | ------------------- | --------------------- | -------------- | ----- | ---------- |
| 1   | 2  | Achille Varzi       | Alfa Romeo SpA        | Alfa Romeo 308 | 20    | 38:14.8    |
| 2   | 12 | Carlo Felice Trossi | Alfa Romeo SpA        | Alfa Romeo 308 | 20    | + 2.2s     |
| 3   | 8  | Tazio Nuvolari      | Privatnik             | Maserati 4CL   | 20    | + 1:02.0   |
| 4   | 18 | Luigi Villoresi     | Scuderia Ambrosiana   | Maserati 4CL   | 20    | + 1:02.3   |
| 5   | 4  | Giorgio Pelassa     | Privatnik             | Maserati 4CL   | 20    | + 2:22.0   |
| 6   | 20 | Raph                | Ecurie Naphtra Course | Maserati 4CL   | 19    | +1 krog    |
| 7   | 10 | Georges Grignard    | Ecurie France         | Delahaye 135CS | 18    | +2 kroga   |
| 8   | 16 | Guido Barbieri      | Privatnik             | Maserati 4CL   | 17    | +3 krogi   |
| 9   | 14 | Leslie Brooke       | ERA Ltd.              | ERA B          | 16    | +4 krogi   |
| Ods | 6  | Arialdo Ruggeri     | Privatnik             | Maserati 4CL   | 7     | Trčenje    |

- Najboljši štartni položaj: Carlo Felice Trossi
- Najhitrejši krog: Carlo Felice Trossi - 1:52.0

### Druga preddirka
| Poz | Št | Dirkač                  | Moštvo         | Dirkalnik      | Krogi | Čas/Odstop         |
| --- | -- | ----------------------- | -------------- | -------------- | ----- | ------------------ |
| 1   | 32 | Consalvo Sanesi         | Alfa Romeo SpA | Alfa Romeo 308 | 20    | 38:38.8            |
| 2   | 26 | Raymond Sommer          | Privatnik      | Maserati 4CL   | 20    | + 20.2s            |
| 3   | 24 | Giuseppe Farina         | Alfa Romeo SpA | Alfa Romeo 308 | 20    | + 47.4 (60s kazni) |
| 4   | 34 | Reg Parnell             | Privatnik      | ERA C          | 20    | + 1:45.2           |
| 5   | 42 | Emmanuel de Graffenried | Privatnik      | Maserati 4CL   | 20    | + 1:52.6           |
| 6   | 38 | Piero Taruffi           | Privatnik      | Cisitalia D46  | 19    | +1 krog            |
| 7   | 36 | Enrico Platé            | Privatnik      | Maserati 4CL   | 17    | +3 krogi           |
| 8   | 30 | Eugène Chaboud          | Ecurie France  | Delahaye 135CS | 17    | +3 krogi           |
| Ods | 40 | Louis Chiron            | Privatnik      | Maserati 4CL   | 19    | Menjalnik          |
| Ods | 28 | Franco Cortese          | Privatnik      | Maserati 4CL   | 28    | Motor              |

- Najboljši štartni položaj: Giuseppe Farina
- Najhitrejši krog: Consalvo Sanesi - 1:52.6

### Finale
| Poz | Št | Dirkač                  | Moštvo              | Dirkalnik      | Krogi | Čas/Odstop |
| --- | -- | ----------------------- | ------------------- | -------------- | ----- | ---------- |
| 1   | 12 | Carlo Felice Trossi     | Alfa Romeo SpA      | Alfa Romeo 308 | 30    | 56:06.0    |
| 2   | 2  | Achille Varzi           | Alfa Romeo SpA      | Alfa Romeo 308 | 30    | + 18.0s    |
| 3   | 32 | Consalvo Sanesi         | Alfa Romeo SpA      | Alfa Romeo 308 | 30    | + 36.0     |
| 4   | 18 | Luigi Villoresi         | Scuderia Ambrosiana | Maserati 4CL   | 30    | + 1:16.0   |
| 5   | 26 | Raymond Sommer          | Privatnik           | Maserati 4CL   | 30    | + 1:16.3   |
| 6   | 42 | Emmanuel de Graffenried | Privatnik           | Maserati 4CL   | 30    | + 2:17.0   |
| Ods | 24 | Giuseppe Farina         | Alfa Romeo SpA      | Alfa Romeo 308 | 26    | Umik       |
| Ods | 34 | Reg Parnell             | Privatnik           | ERA C          | 17    | Motor      |
| Ods | 4  | Giorgio Pelassa         | Privatnik           | Maserati 4CL   | 8     | Motor      |
| Ods | 8  | Tazio Nuvolari          | Privatnik           | Maserati 4CL   | 3     | Motor      |